# Cade Mays
Cade Montgomery Mays (Knoxville, 26 aprile 1999) è un giocatore di football americano statunitense che milita nel ruolo di offensive guard per i Carolina Panthers della National Football League (NFL).

## Carriera

### Carolina Panthers
Al college Mays giocò a football a Georgia (2018-2019) e a Tennessee (2020-2021). Fu scelto nel corso del sesto giro (199º assoluto) nel Draft NFL 2022 dai Carolina Panthers. Debuttò nella settimana 7 contro i Tampa Bay Buccaneers e disputò la prima gara come titolare nella settimana 12 contro i Denver Broncos. La sua stagione da rookie si concluse con 11 presenze, di cui 2 come titolare.